# Irischer Freistaat
Der Irische Freistaat (irisch Saorstát Éireann, englisch Irish Free State) war von 1922 bis 1937 der Vorgänger der heutigen Republik Irland. Er umfasste 26 der 32 irischen Grafschaften, die durch den Anglo-Irischen Vertrag von 1921 vom Vereinigten Königreich Großbritannien und Irland abgespalten wurden. Der Irische Freistaat entstand im Dezember 1922 und war damit der Nachfolger zweier koexistierender Staaten: des durch die Home Rule geschaffenen Südirland, das seit Januar 1922 von einer provisorischen Regierung unter Michael Collins geführt wurde, sowie der de facto bestehenden Irischen Republik unter Arthur Griffith, die vom Dáil Éireann (House of Assembly) 1919 ausgerufen worden war.

## Hintergrund
Neben dem Osteraufstand von 1916 und den darauf folgenden Hinrichtungen der Anführer war vor allem der Versuch der Briten, aufgrund des Ersten Weltkrieges die Wehrpflicht in Irland einzuführen, der Grund für einen vermehrten Zulauf zur republikanischen Bewegung und somit zur Partei Sinn Féin. Auch das Gesetz „Representation of the People Act“ aus dem Jahr 1918, das die irische Wählerschaft mit einem Schritt von 700.000 auf ca. 2.000.000 erhöhte, kam der Partei zugute, die bei der Wahl im Jahr 1918 73 von 105 möglichen irischen Sitzen im Westminster-Parlament erreichte. Doch die gewählten Vertreter nahmen ihre Sitze in Westminster nicht ein und versammelten sich stattdessen als revolutionäres Parlament in Dublin, das sie Dáil Éireann (irisch: Versammlung von Irland) nannten. Sie bestätigten die Unabhängigkeitserklärung der irischen Republik von 1916, die sog. Oster-Proklamation. Obwohl dies von einer überwältigenden Mehrheit der irischen Bevölkerung unterstützt wurde, erkannte lediglich Russland den neuen Staat offiziell an. Dies führte zum Irischen Unabhängigkeitskrieg zwischen der „Armee der irischen Republik“ (IRA) und der britischen Armee und endete 1921 im Anglo-Irischen Vertrag.
Der Anglo-Irische Vertrag führte – trotz intensiver Verhandlungen – nicht zu einer eigenständigen Irischen Republik, sondern lediglich zu einem irischen Freistaat mit dem Status eines Dominions innerhalb des britischen Reichs. Weiterhin gehörten dem neuen Freistaat lediglich 26 der 32 irischen Grafschaften an, da die sechs Grafschaften im Nordosten der Insel (die das heutige Nordirland bilden) von der Möglichkeit Gebrauch machten, nicht dem Freistaat beizutreten.

## Konstitutionelle Strukturen

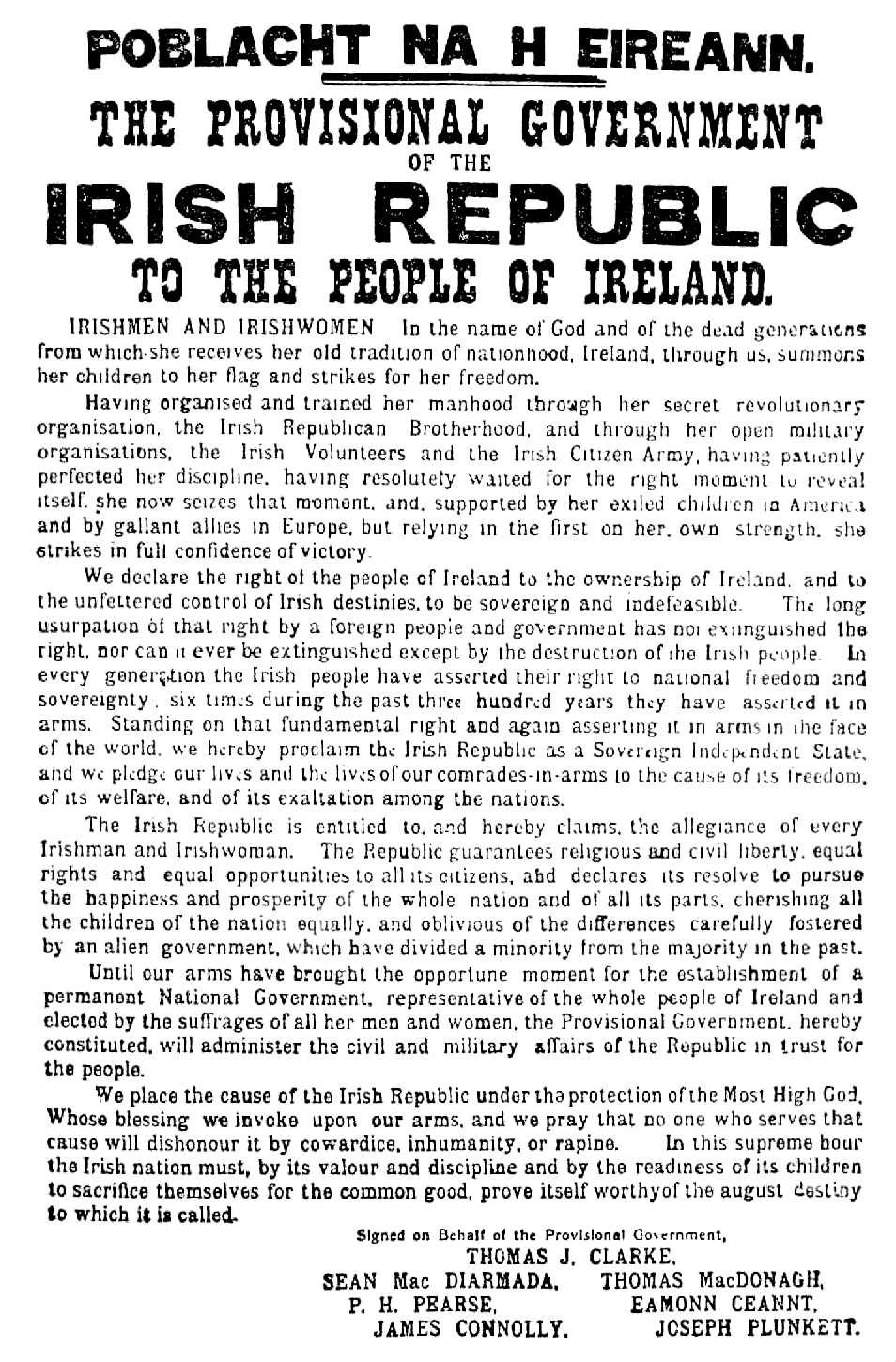
Die Proklamation 1916
Eines der Hauptsymbole der Unabhängigkeitsbewegung.

Die Strukturen des neuen Freistaates basierten auf dem Anglo-Irischen Vertrag und folgten dem Westminster-System. Der Freistaat war als parlamentarische Monarchie verfasst. Staatsoberhaupt war der König des Vereinigten Königreichs (ab 1927 „König von Irland“ genannt), der von einem Generalgouverneur vertreten wurde. Das Parlament (der Oireachtas) bestand aus dem König und zwei Kammern: Dáil Éireann bildete das Unterhaus, Seanad Éireann das Oberhaus. Die Exekutivgewalt des Königs wurde durch ein Kabinett, das Executive Council of the Irish Free State, ausgeführt, dessen Vorsitz ein Premierminister (President of the Executive Council of the Irish Free State) hatte.

## Die Regierungen
Zwei politische Parteien regierten den Irischen Freistaat zwischen 1922 und 1937:
- Cumann na nGaedheal unter W. T. Cosgrave (1922–32)
- Fianna Fáil unter Éamon de Valera (1932–37)

Michael Collins beschrieb den Anglo-Irischen Vertrag einst als „Freiheit, um die Freiheit zu erreichen“. Der Vertrag brachte die meisten Symbole, Machtbefugnisse und Funktionen der Unabhängigkeit, einschließlich eines funktionierenden demokratischen Parlaments, einer Exekutive und Judikative sowie einer schriftlichen Verfassung, die durch den Freistaat geändert werden konnte. Es bestanden lediglich folgende Einschränkungen:
- Der britische König blieb König in Irland.
- Die britische Regierung blieb durch den Generalgouverneur ein Bestandteil der irischen Staatsführung.
- Der Irische Freistaat hatte, wie alle Dominions, einen untergeordneten Status gegenüber dem Vereinigten Königreich. Dies bedeutete, dass durch den Freistaat keine eigene Staatsbürgerschaft entstand, der König durch einen Repräsentanten vertreten wurde und dass sämtliche staatlichen Dokumente das britische Staatssiegel tragen mussten.

All dies änderte sich in der zweiten Hälfte des Jahrzehnts durch diverse Reformen. 1927 veränderte der Royal and Parliamentary Titles Act die Rolle des Königs in den Dominions. Er war nicht mehr König in Irland (usw.), sondern König von Irland. Dadurch spielte der britische König keine Rolle mehr in den einzelnen Dominions – jedes Dominion hatte einen eigenen König. Dadurch verlor die britische Regierung sämtliche Einflussmöglichkeiten bezüglich der Ernennung oder der Beeinflussung der Generalgouverneure und somit den Einfluss in dominion-internen Angelegenheiten.
Doch der irische Freistaat ging noch weiter. Man akzeptierte die Entsendung fremder Botschafter nach Irland (dies hatte noch kein Dominion zuvor getan) und „registrierte“ den Vertrag, der auf britischer Seite als internes Dokument zwischen Großbritannien und dem Dominion galt, als internationales Dokument beim Völkerbund. Durch die Statuten von Westminster (1931) wurde weiterhin eine Entscheidung der Commonwealth-Konferenz bestätigt, die die Dominions in die Lage versetzte, sämtliche Gesetze und Verfassungen zu ändern, auch wenn diese ursprünglich durch die britische Regierung bestimmt worden waren.
Dies führte in Irland zu zwei grundlegenden Bewegungen:
- Irland suchte (und erhielt) die Einwilligung des Königs für einen eigenen irischen Minister und den Ausschluss sämtlicher britischer Minister, die bisher dem „König von Irland“ unterstellt waren.
- Die Abschaffung der britischen Siegel auf offiziellen Dokumenten und Ersetzung derselben durch ein irisches Freistaatensiegel.

Als Eamon de Valera im Februar 1932 Präsident des Exekutivrates wurde und nachdem er diverse Dokumente gelesen hatte, sagte er über die Errungenschaften seines Vorgängers W. T. Cosgrave zu seinem Sohn Vivion: „Sie waren großartig!“ Aufgrund der nahezu vollkommenen Handlungsfreiheiten konnte de Valera noch einige Schritte weitergehen.

## Der Regierungsrat(Executive Council of the Irish Free State)
Der Regierungsrat (irisch Ard-Chomhairle) hatte formell die Rolle, den Generalgouverneur, der die exekutive Gewalt im Namen des Königs ausüben sollte, zu unterstützen und zu beraten. Ihm standen ein Präsident (President of the Executive Council) und ein Stellvertreter vor. Der Regierungsrat konnte durch ein Misstrauensvotum abgewählt werden. Zusätzlich zur Exekutivmacht hatte der Rat folgende Rechte:
- Einberufung und Auflösung des Parlaments – dieses Recht konnte allerdings nicht von einem Rat ausgeübt werden, der das Vertrauen des Dáil verloren hatte;
- Kommando über die irischen Defensivstreitkräfte – die Entscheidung über den Kriegseintritt musste mit der Zustimmung des Oireachtas getroffen werden;
- Ernennung von Richtern;
- Einbringung von Finanz-Gesetzentwürfen in das Oireachtas.

Ursprünglich sah die Verfassung vor, dass der Regierungsrat aus 5 bis 7 Mitgliedern (und zusätzlich dem Präsidenten) bestehen sollte; durch eine Verfassungsänderung 1927 wurde die Maximalgröße aber auf 12 angehoben. Weiterhin war ursprünglich festgelegt, dass jedes Mitglied einen Sitz im Unterhaus haben sollte; durch eine Änderung 1929 konnte ein Mitglied des Regierungsrates auch einen Sitz im Senat haben.
Entzog die Mehrheit des Unterhauses dem Rat das Vertrauen, konnte das Unterhaus den Regierungsrat zum Rücktritt zwingen. Es war jedoch erlaubt, das Amt bis zur Wahl der Nachfolger auszuüben. Weil ein Regierungsrat, der das Vertrauen des Dáil verloren hatte, keine Auflösung des Parlaments beantragen konnte, entstand die Möglichkeit einer politischen Patt-Situation. Falls nach einem erfolgreichen Misstrauensvotum der Regierungsrat zurücktritt und das Dáil sich nicht auf einen neuen Rat einigen kann, entsteht eine Situation, die nicht durch eine neue Wahl aufgelöst werden kann, da dafür der Dáil durch den Regierungsrat aufgelöst werden müsste.

### Geschichte
Der Regierungsrat wurde 1922 direkt mit der Freistaatenverfassung eingeführt. Er ersetzte die beiden bisherigen Kabinette: das Aireacht der irischen Republik und die provisorische irische Regierung. Der Freistaat hatte den Status eines Dominions, und auch der Regierungsrat leitete sich von den Regierungsorganen in anderen Dominions ab, unterschied sich aber doch in einigen Punkten: Erstens war er ein Kabinett (im Gegensatz zu den sonst üblichen Staatsräten) und zweitens war im Freistaat der Präsident des Regierungsrates das Regierungsoberhaupt (im Gegensatz zum sonst üblichen Generalgouverneur).
Unter der Verfassungsänderung Nr. 27 im Jahr 1936 wurde der Posten des Generalgouverneurs abgeschafft. In den verbleibenden Monaten des Freistaates übernahm der Regierungsrat einen Großteil von dessen Aufgaben. Der Regierungsrat wurde 1937 aufgrund der neuen irischen Verfassung durch ein neues Kabinett ersetzt.

### Präsident des Regierungsrates(President of the Executive Council)
Der Präsident des Regierungsrates (irisch: Uachtarán na hArd-Chomhairle) war der Regierungschef des irischen Freistaates. Er wurde durch den Dáil Éireann (Unterhaus) vorgeschlagen und durch den Generalgouverneur ernannt. Er benötigte das Vertrauen des Dáil, um im Amt zu bleiben.
Obwohl der Präsident des Regierungsrates theoretisch durch den Generalgouverneur ernannt werden musste, war dieser durch die Verfassung an die Nominierung durch das Dáil gebunden (aus dem gleichen Grund war der Generalgouverneur (eigentlicher Inhaber der Exekutivmacht) nur ausführende Gewalt des Präsidenten des Regierungsrates). Nach dessen Aufstellung nominierte der Präsident die verbleibenden Mitglieder des Rates, die der Generalgouverneur daraufhin offiziell ernannte. Der Präsident hatte die Möglichkeit aus sämtlichen Unterhausabgeordneten seinen Vize-Präsidenten zu wählen, der allerdings vom Dáil angenommen werden musste. Für den Fall, dass der Präsident das Vertrauen des Dáil verlor, musste er, zusammen mit seinem Kabinett, zurücktreten; er konnte sein Amt bis zur Wahl seines Nachfolgers aber weiterhin ausüben.
Die Machtbefugnisse des Präsidenten waren geringer als die des heutigen Taoiseach oder vergleichbarer heutiger Premierminister. Folgende zwei gravierende Unterschiede gibt es:
- Er konnte nicht einzelne Mitglieder des Exekutivrates entlassen. Der Exekutivrat konnte lediglich als Ganzer aufgelöst werden.
- Er konnte nicht alleine die Auflösung des Parlaments verlangen – dies war nur durch Beschluss des gesamten Rates möglich.

Das Ergebnis dieser Einschränkungen war (nach Brian Farrell), dass der Präsident des Regierungsrates eher als Vorsitzender galt als dessen Anführer. Die schwache Position stammte aus der Tatsache, dass sein Amt nach dem Vorbild des britischen Premierministers vor 1918 geschaffen wurde, als dessen Machtbefugnisse im Gegensatz zu der Zeit danach noch eingeschränkt waren; er galt als „Erster unter Gleichen“.

### Vizepräsident des Regierungsrates(Vice-President of the Executive Council)
Der Vizepräsident des Regierungsrates (irisch: Leas-Uachtarán na hArd-Chomhairle) war der Stellvertreter des Präsidenten. Der Vizepräsident wird durch den Präsidenten vorgeschlagen und durch den Generalgouverneur ernannt. Dieser hatte aber per Verfassung keine Möglichkeit den gewünschten Vize abzulehnen.
Laut Artikel 53 der Freistaatenverfassung vertritt der Vizepräsident den Präsidenten in allen Dingen, falls dieser stirbt, zurücktritt oder anderweitig nicht mehr in der Lage ist, sein Amt auszuüben (sowohl permanent als auch temporär). Dies gilt, bis ein Nachfolger gewählt wurde oder bis zur Rückkehr des Präsidenten. Der Vizepräsident konnte vom Präsidenten nachträglich nicht mehr entlassen werden – es gab lediglich die Möglichkeit das gesamte Kabinett abzusetzen. Die neue irischen Verfassung im Jahr 1937 sah anstatt eines Vizepräsidenten den Tánaiste vor.

### Liste der Regierungsräte und ihrer Präsidenten
| Dáil | Zeitraum                            | Präsident       | Vizepräsident    | Partei                          |
| 3.   | 6. Dezember 1922–18. September 1923 | W.T. Cosgrave   | Kevin O’Higgins  | Sinn Féin (Vertragsbefürworter) |
| 4.   | 19. September 1923–22. Juni 1927    | W.T. Cosgrave   | Kevin O’Higgins  | Cumann na nGaedheal             |
| 5.   | 23. Juni 1927–13. Juli 1927         | W.T. Cosgrave   | Kevin O’Higgins  | Cumann na nGaedheal             |
|      | 14. Juli 1927–10. Oktober 1927      | W.T. Cosgrave   | Ernest Blythe    | Cumann na nGaedheal             |
| 6.   | 11. Oktober 1927–8. März 1932       | W.T. Cosgrave   | Ernest Blythe    | Cumann na nGaedheal             |
| 7.   | 9. März 1932–23. Januar 1933        | Éamon de Valera | Seán Ó Ceallaigh | Fianna Fáil                     |
| 8.   | 24. Januar 1933–20. Juli 1937       | Éamon de Valera | Seán Ó Ceallaigh | Fianna Fáil                     |
| 9.   | 21. Juli 1937–28. Dezember 1937     | Éamon de Valera | Seán Ó Ceallaigh | Fianna Fáil                     |

## Der Generalgouverneur – Vertreter der Krone
Der britische König wurde in Irland vom Generalgouverneur (irisch: Seanascal [ʃanəskəɫ], vgl. dt. Seneschall) vertreten. Da die offizielle Bezeichnung dieses Vertreters nicht im Anglo-Irischen Vertrag festgeschrieben war, wurde ein Komitee unter Michael Collins geschaffen, das sich nach diversen Vorschlägen (u. a. „Präsident von Irland“) auf
Generalgouverneur (englisch Governor-General) einigte – in Anlehnung an den gleichen Titel der von anderen Dominions verwendet wurde. Durch diese Namenswahl hoffte man auf Unterstützung der anderen Dominions, falls der Generalgouverneur sein Amt durch Einmischung in Freistaatenangelegenheiten missbrauchen würde.
Der Generalgouverneur ersetzte die Position des Lord Lieutenant of Ireland, der seit dem Mittelalter bis 1922 die britische Regierung in Irland vertrat.
Bis 1927 war der Generalgouverneur außerdem Bevollmächtigter der britischen Regierung in Irland. Obwohl das Amt hauptsächlich zeremonieller Natur war, blieb es umstritten, da viele Nationalisten darin einen Angriff auf republikanische Prinzipien und ein Symbol der fortdauernden irischen Abhängigkeit von Großbritannien sahen. Nach und nach wurde die Rolle des Generalgouverneurs in der irischen Politik immer geringer, bis das Amt 1936 abgeschafft wurde.
Die ersten beiden Generalgouverneure hatten in Dublin eine eigene Residenz, die Viceregal Lodge, das heute der Amtssitz des irischen Präsidenten ist. Der dritte (und letzte) Generalgouverneur lebte in einem Privathaus in Booterstown (Grafschaft Dublin).

### Ernennung
Der Generalgouverneur wurde formell vom König ernannt, aber in Wirklichkeit von Politikern ausgewählt. Bis 1927 wurde er durch die britische Regierung gewählt; nach diesem Jahr ging diese Kompetenz durch das Gesetz Royal and Parliamentary Titles Act in die Verantwortung der irischen Regierung über. Durch dieses Gesetz änderte sich der Königstitel in Irland von „König des Vereinten Königreichs“ zu „König von Irland“, was dazu führte, dass der König im Freistaat nicht mehr auf Rat der britischen Regierung, sondern nur noch auf Rat des irischen Exekutivrats agierte. Da in der Freistaatenverfassung keine Amtsdauer für den Generalgouverneur festgelegt war, legte die irische Regierung 1927 die maximale Amtszeit auf 5 Jahre fest.

### Aufgaben
Die formalen Aufgaben umfassten:
- Die eigentliche Exekutivmacht lag beim König, wurde aber durch den Generalgouverneur auf Anraten des Exekutivrats ausgeführt.
- Der Präsident des Exekutivrats des Freistaates (Premierminister) wurde durch den Generalgouverneur ernannt, nachdem er vom Unterhaus (Dáil Éireann) gewählt wurde. Die weiteren Minister wurden durch den Präsidenten nach einer Abstimmung im Dáil benannt.
- Der Generalgouverneur, im Namen des Königs, versammelt das Oireachtas und löst es auf Anraten des Exekutivrats auf.
- Der König war formell, zusammen mit Ober- und Unterhaus, Teil des Oireachtas. Kein Gesetzesvorschlag wurde offiziell Gesetz, bis es die Zustimmung des Königs hatte – diese Zustimmung wurde durch den Generalgouverneur im Auftrag des Königs gegeben. Der Generalgouverneur hatte (theoretisch) die Möglichkeit ein Veto gegen einen Gesetzesvorschlag einzulegen und konnte es so um bis zu ein Jahr verzögern.
- Alle Richter wurden auf Anraten des Exekutivrats vom Generalgouverneur ernannt.

Bis 1927 hatte der Generalgouverneur weiterhin die Rolle des Vertreters der britischen Regierung im irischen Freistaat. Dies bedeutete, dass die offizielle Korrespondenz zwischen britischer und irischer Regierung über den Generalgouverneur lief, der auch Zugang zu britischen Regierungsdokumenten hatte. Er konnte so auch geheime Instruktionen der britischen Regierung erhalten und zum Beispiel bestimmte Gesetze wie die zur Abschaffung des Treue-Eids blockieren.

### Die drei Generalgouverneure
| Nr. | Bild | Name (Lebensdaten)                     | Amtszeit          | Amtszeit          | Amtsbezeichnung                          |
| Nr. | Bild | Name (Lebensdaten)                     | Beginn            | Ende              | Amtsbezeichnung                          |
| --- | ---- | -------------------------------------- | ----------------- | ----------------- | ---------------------------------------- |
| 1.  |      | Timothy Michael Healy (* 1855; † 1931) | 6. Dezember 1922  | 31. Januar 1928   | Governor-General of the Irish Free State |
| 2.  |      | James McNeill (* 1869; † 1938)         | 31. Januar 1928   | 1. November 1932  | Governor-General of the Irish Free State |
| 3.  |      | Domhnall Ua Buachalla (* 1866; † 1963) | 27. November 1932 | 11. Dezember 1936 | Governor-General of the Irish Free State |

#### Unter der Regierung von W. T. Cosgrave
Die ersten beiden Generalgouverneure traten ihr Amt unter der vertragsbefürwortenden Regierung von William Thomas Cosgrave (Cumann na nGaedheal) an. Bei der ersten Wahl des Generalgouverneurs gab es eine Reihe von möglichen Kandidaten, einschließlich des berühmten irischen Malers Sir John Lavery und Eduard VIII. Doch die irische Regierung sah in Tim Healy, einem ehemaligen Parlamentarier unter Charles Stewart Parnell, ihren Wunschkandidaten und letztendlich stimmte die britische Regierung diesem Wunsch zu.
Bei der Wahl des Nachfolgers für Healy im Jahre 1928 wählte die irische Regierung, die dies nun eigenständig entscheiden konnte, James McNeill, ein ehemaliges Mitglied von Michael Collins’ Verfassungskomitee und ehemaligen Vorsitzenden des Stadtrates von Dublin. Da er, im Gegensatz zu seinem Vorgänger, nicht mehr Repräsentant des Vereinigten Königreichs, sondern lediglich persönlicher Abgesandter des Königs war, hatte McNeill weniger Einflussmöglichkeiten als Healy.

#### Unter der Regierung von Eamon de Valera
1932 verlor die Regierung von Cosgrave ihre Macht an die Vertragsgegner unter Eamon de Valera (Fianna Fáil). Da diese generelle Gegner der Position des Generalgouverneurs waren, entschied de Valeras Regierung, McNeill zu boykottieren und zu demütigen. Im späten 1932 gerieten de Valera und McNeill heftigst aneinander, als letzterer seine private Korrespondenz mit de Valera veröffentlichte. Daraufhin forderte de Valera McNeills Absetzung. König Georg V. spielte den Vermittler und überzeugte de Valera, seinen Antrag zurückzuziehen, falls McNeill seine Amtszeit innerhalb weniger Wochen beendete. McNeill reichte daraufhin, ebenfalls unter Vermittlung von König Georg V., zum 1. November 1932 seinen Rücktritt ein. Als Nachfolger schlug de Valera Domhnall Ua Buachalla vor, einen ehemaligen Parlamentarier.

### Abschaffung
Im Dezember 1936, als Eduard VIII. abdankte, verlor dieser auch seinen Titel als „König von Irland“. Diese Situation wollte de Valera vorschnell nutzen, um endgültig die Position des Generalgouverneurs abzuschaffen. Durch die 27. Verfassungsänderung des Freistaates wurden alle Verweise auf den König und seinen offiziellen Abgesandten aus der Verfassung gestrichen. De Valera wurde jedoch kurze Zeit später von seinem Generalstaatsanwalt und Beratern darauf hingewiesen, dass diese Abänderung aufgrund anderer rechtlicher Bezugnahmen nicht ausreichen würde, dieses Amt vollständig abzuschaffen. Doch offiziell bestand man darauf, dass der Titel nicht mehr existierte – de Valera forderte Ua Buachalla auf, sein Amt nicht weiter auszuüben und seine Residenz zu verlassen. 1937 gab es ein zweites Gesetz, das das Amt endgültig (und rückwirkend zum Dezember 1936) aus den irischen Gesetzen strich. Im Dezember 1937 gingen die Aufgaben des Generalgouverneurs durch die neue irische Verfassung auf den Präsidenten von Irland über.
Ua Buachalla und de Valera, einst enge Freunde, zerstritten sich wegen Ua Buachallas Behandlung nach der Auflösung seines Amtes und dessen folgenden gerichtlichen Klagen gegen de Valera. Doch letzten Endes versöhnten sich beide wieder und Ua Buachalla wurde 1959, unter dem späteren Präsidenten de Valera, Mitglied des Staatsrates. Ua Buachalla war der letzte lebende Generalgouverneur und starb am 30. Oktober 1963 im Alter von 97 Jahren.

## Der Treueeid
Wie bei allen anderen Dominions gab es auch durch den Anglo-Irischen Vertrag Vorgaben bzgl. des Treueeids die in Artikel 17 der Freistaatenverfassung konkretisiert sind. Dieser musste von den Parlamentariern persönlich gegenüber dem Generalgouverneur oder einem anderen Abgesandten des Königs abgegeben werden. Doch der irische Treueeid unterschied sich von den anderen. Er hatte zwei Elemente: das erste war ein Eid gegenüber dem „Freistaat, wie er per Gesetz geschaffen wurde“, der zweite Teil ein Treueschwur gegenüber „König Georg V., seinen Erben und Nachfolgern“.

### Inhalt
“I ... do solemnly swear true faith and allegiance to the Constitution of the Irish Free State as by law established, and that I will be faithful to H.M. King George V, his heirs and successors by law in virtue of the common citizenship of Ireland with Great Britain and her adherence to and membership of the group of nations forming the British Commonwealth of nations.”

### Streitpunkte
Der Eid wurde von den Vertragsgegnern (des Anglo-Irischen Vertrags) generell verurteilt, da er ihrer Meinung nach gegenüber dem britischen König abgegeben werden musste. Betrachtet man sich den Text allerdings genauer, wird man feststellen, dass die Worte mit Bedacht gewählt wurden.
- Der Treueeid (Oath of Allegiance) betrifft lediglich den irischen Freistaat. Der Eid gegenüber dem König beinhaltet lediglich einen Eid auf Gewissenhaftigkeit (faithful).
- Der Eid gegenüber dem König betraf, wörtlich genommen, nicht den britischen Monarchen, sondern die Rolle des irischen Königs im Rahmen des Vertrags.

Ironischerweise stammte ein Großteil des Textes aus einem Vorschlag des Eid-Gegners Eamon de Valera, den dieser für den Präsidenten der irischen Republik einst vorschlug. Vergleicht man den Eid mit denen der anderen Dominions, ist der irische Eid zurückhaltend; es gibt keinen direkten Treueeid auf den britischen König.
Als de Valera 1926 die Partei Fianna Fáil gründete, nahmen er und seine Partei zwar an Wahlen teil, verweigerten aber die Ablegung des Eids. Die Ermordung des Vize-Präsidenten des Exekutivrats Kevin O’Higgins veranlasste die Regierung unter W.T. Cosgrave dazu, ein Gesetz einzuführen, welches den Eid zwingend vorschrieb. De Valera legte den Eid daraufhin widerwillig ab. Als er 1932 an die Macht kam, änderte er zuerst die Verfassung so ab, dass er jegliche Änderungen durchführen konnte, auch wenn diese im Gegensatz zum Anglo-Irischen Vertrag standen. In einem zweiten Schritt entfernte er den Artikel 17 der Verfassung, der den Eid betraf, vollständig.

## Das Ende des Irischen Freistaats: Éire
1937 legte die Regierung de Valera dem Parlament eine neue Verfassung vor, die die Verfassung von 1922 ablösen sollte. Der unter der Ägide von de Valera entstandene Entwurf wurde mit einigen Änderungen vom Parlament verabschiedet und noch im selben Jahr durch einen Volksentscheid bestätigt. Unter anderem wurden der Freistaat in Éire umbenannt und der Generalgouverneur durch den neugeschaffenen „Präsidenten von Irland“ ersetzt. Die neue Verfassung beanspruchte die Zuständigkeit für die ganze irische Insel, erkannte aber die britische Präsenz im Nordosten Irlands an (Artikel 2 und 3; diese wurden 1999 neu formuliert). Die römisch-katholische Kirche nahm eine wichtige Position ein, die Rechte anderer Glaubensrichtungen (vor allem die der anglikanischen und jüdischen Gemeinschaften) wurden aber anerkannt. Dieser Artikel wurde 1972 gestrichen.